# Glacier Ouest du Marboré
Le glacier Ouest du Marboré est un ensemble de petits glaciers de cirque, dans les Pyrénées. Il est situé dans le massif du Mont-Perdu au cœur du cirque de Gavarnie, sur le versant ouest de la frontière franco-espagnole, dans le département français des Hautes-Pyrénées en Occitanie.

## Géographie
Le glacier Ouest du Marboré est en fait un appareil constitué de trois petits glaciers bien distincts, situés dans la face nord-ouest du pic du Marboré, le plus haut sommet du cirque de Gavarnie.
Ses eaux de fonte alimentent le gave de Gavarnie.

## Histoire
Les moraines confirment qu'au petit âge glaciaire, le glacier Ouest du Marboré n'était pas un unique glacier mais un ensemble composé de trois petits appareils glaciaires actifs. Le glacier le plus au nord faisait 0,04 km2 pour 400 mètres de long. Le glacier central mesurait 0,02 km2 pour 300 mètres de long. Le glacier la plus au sud comptait 0,04 km2 pour 250 mètres de long.
Bien qu'abrités, ces trois glaciers ont suivi le même déclin que ceux du reste de la chaîne.
Ainsi, les glaciers nord et central ont perdu leur dynamique de mouvement au cours des années 2000, et aujourd'hui seul le fragment le plus au sud exhibe encore quelques crevasses.
En 2020, l'appareil nord est un glacier résiduel de 0,02 km2 pour 300 mètres de long. L'appareil central est un glacier résiduel de 0,01 km2 pour 200 mètres de long. L'appareil sud est un glacier véritable de 0,02 km2 pour 150 mètres de long.